# Demetriano di Antiochia
Demetriano, o Demetrio (... – Bendosapore, prima del 261), fu vescovo di Antiochia dal 253 al 260 circa; è venerato come santo e martire dalla chiesa cattolica e dalla chiesa orientale.

## Biografia
Demetriano è stato il 14º vescovo di Antiochia. Ne fu il rettore nel 253 proprio nell'epoca in cui Sapore I conquistò la città e esiliò il suo imperatore Valeriano. In quell'occasione il nostro vescovo fu incatenato e portato come trofeo di guerra a Babilonia e poi spostato a Bendosapore (o Bendosabora) e quindi esiliato con i suoi diaconi Eustosio e Aniano. Demetriano morì di stenti prima del 261 nelle prigioni di Bendonsapore (o Bendosabora). La leggenda narra che il santo prima di morire fece cenno di benedizione e di massima effusione spirituale in direzione della sua città episcopale: Antiochia. Più tardi il santo vescovo Maruta raccoglierà i corpi di san Demetriano e compagni per seppellirli nella basilica in seguito costruita a Martiropoli (l'odierna Silvan in Turchia).
Il Martirologio Romano venera san Demetriano il 10 novembre «vescovo di Antiochia, mandato in esilio dal re Sabor I».